# Estúdio

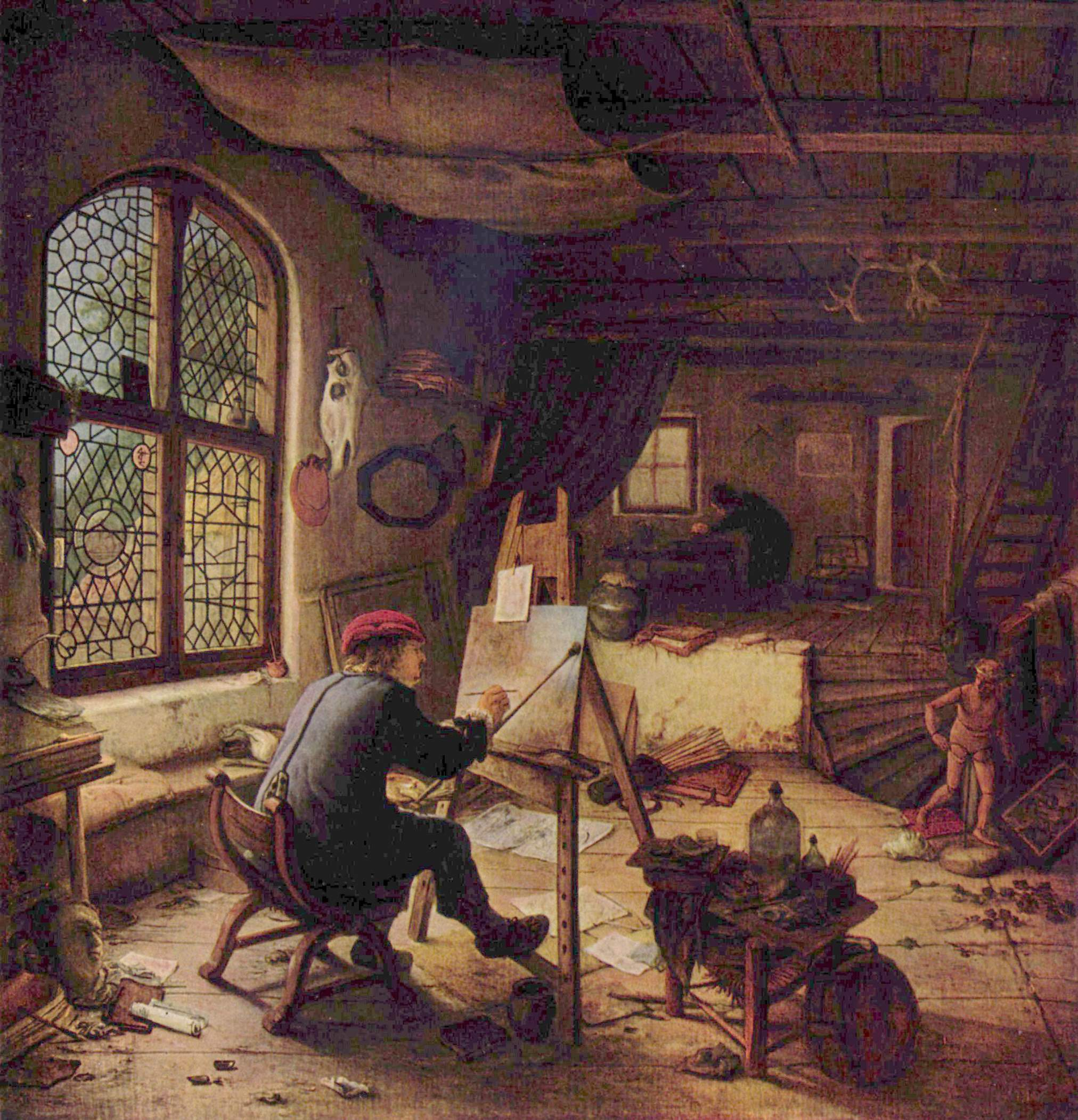
Adriaen van Ostade. Auto-retrato, 1663. Gemäldegalerie.

Um estúdio ou ateliê é o lugar de trabalho onde se experimenta, manipula e produz um ou mais tipos de arte. Incluem-se nesta definição não só qualquer pequena sala onde um indivíduo trabalha na sua fotografia, vídeo, ilustração, escultura, pintura, animação, música, rádio etc., mas também grandes edifícios, como ocorre na indústria fonográfica e cinematográfica.
O estúdio muitas vezes não é apenas um local de produção, mas muitas vezes também para o artista apresentar sua obra. Um exemplo histórico famoso é o estúdio vienense de Hans Makart (1840-1884), cujo estúdio também era local para festas.
A etimologia da palavra "estúdio" deriva da palavra do Latim studere que pode ser traduzido como a "ânsia de conseguir algo", também existe como uma adaptação do termo em inglês "studio".
O termo francês para estúdio, atelier, além de designar um estúdio artístico, é utilizado para caracterizar o estúdio de um designer de moda ou mesmo artesão — nesta última forma, é frequente a presença de cavaletes, mesas de desenho, suportes para escultura, etc, nos ateliês. Também é conhecida a conotação de atelier como a casa de um alquimista ou feiticeiro.

## Estúdio cinematográfico
Tanto no Brasil quanto em Portugal, estúdio também se relaciona ao local para a realização de filmagens cinematográficas, gravações para televisão, produção de fotos ou mesmo gravações sonoras (rádio, música, podcast e etc). Assim pode-se falar em estúdio cinematográfico, estúdio de rádio ou de televisão.

## Fictícios
- Estúdio dos Desafios